# Сундырский район
Сундырский район — упразднённая административно-территориальная единица в составе Чувашской АССР, существовавшая в 1927—1962 годах. Административный центр — село Большой Сундырь.
Был образован в составе Чувашской АССР 5 сентября 1927 года как Татаркасинский район на территории бывших Татаркасинской и части Акрамовской волости Чебоксарского уезда и частей Мало-Карачкинской и Тораевской волостей Ядринского уезда. 25 января 1935 года Акрамовский, Чурачикский, Сыбайкасинский, Оточевский, Сятракасинский и Ярабайкасинский с/с Татаркасинского района были переданы в новый Ишлейский район. 16 января 1939 года Татаркасинский район был переименован в Сундырский район. 22 февраля 1939 года Хорамальский, Тораевский, Тойгильдинский, Чемеевский, Чуманкасинский и Ягаткинский с/с Сундырского района были переданы в новый Советский район. 15 февраля 1944 года Адабайкасинский, Кашмашский, Моргаушский, Орининский, Пажалукасинский и Сятракасинский с/с Сундырского района были переданы в новый Моргаушский район.
По данным 1945 года Сундырский район включал 19 сельсоветов: Апчарский, Ахманейский, Больше-Карчкинский, Больше-Сундырский, Ильинский, Калайкасинский, Кубасский, Мало-Карачкинский, Мало-Тюмерлинский, Тяптяевский, Хачикский, Шатракасинский, Шашкарский, Шомиковский, Шупосинский, Ювановский, Юнгинский, Янымовский и Ярославский.
14 июля 1959 года к Сундырскому району были присоединены части территории упразднённых Ишлейского и Моргаушского районов. 20 декабря 1962 года Сундырский район был упразднён, а его территория разделена между Чебоксарским и Ядринским районами.